# Hajdúsámsoni autóbusz-baleset
A hajdúsámsoni autóbusz-baleset egy sorompó nélküli vasúti útátjáróban történt 1975. október 14-én.

## A baleset előzményei, a baleset
A Debrecen és Mátészalka között közlekedő, M62 042 pályaszámú dízelmozdonnyal továbbított személyvonat elgázolta egy sorompó nélküli, fedezetlen útátjáróban (a mai 4902-es út vasúti keresztezésénél) a 6. számú Volán Ikarus 66 típusú, GA-99-95 rendszámú, Hajdúhadház-Hajdúsámson-Debrecen viszonylatban közlekedő autóbuszjáratát.

### Halálos áldozatok és sérültek száma
A balesetben 12 fő halt meg, ebből 10 fő a helyszínen, 2 fő pedig a kórházban halt bele sérüléseibe. 8 fő sérült meg.

## A baleset büntetőjogi következményei
A buszvezetőt a debreceni bíróság 7 és fél év büntetésre ítélte.